# Ligusticum weberbauerianum
Ligusticum weberbauerianum är en flockblommig växtart som beskrevs av Friedrich Karl Georg Fedde. Ligusticum weberbauerianum ingår i släktet strandlokor, och familjen flockblommiga växter. Inga underarter finns listade i Catalogue of Life.